# William J. Birnes
William J. "Bill" Birnes é um escritor, editor e ufólogo norte-americano. É o publicador da UFO Magazine nos Estados Unidos e um dos apresentadores do programa Caçadores de Óvnis, transmitido nos Estados Unidos e no Brasil pelo The History Channel. Ele é formado em direito e recebeu um Ph.D. da New York University em 1974. É coautor do livro The Day After Roswell com Philip J. Corso, de 1997.

## Obras publicadas
- The Day After Roswell (1998) com Philip J. Corso ISBN 0-671-00461-1
- Star Trek Cookbook‎ (1999) com Ethan Phillips
- Unsolved UFO Mysteries‎ (2000) com Harold Burt
- The UFO Magazine UFO Encyclopedia (2004)
- Space Wars: The First Six Hours of World War III‎ (2007) com William B. Scott e Michael J. Coumatos ISBN 0-7653-1087-2
- Worker in the Light: Unlock Your Five Senses And Liberate Your Limitless Potential (2008) com George Noory
- Serial Violence: Analysis of Modus Operandi and Signature Characteristics of Killers (2008) com Robert D. Keppel
- The Haunting of America: From the Salem Witch Trials to Harry Houdini‎ (2009) com Joel Martin e George Noory
- Journey to the Light: Find Your Spiritual Self and Enter Into a World of Infinite Opportunity (2009) com George Noory
- Counterspace: The Next Hours of World War III‎ (2009) com William B. Scott e Michael J. Coumatos